# Flinders
Flinders – rzeka okresowa w północno-wschodniej Australii, w stanie Queensland.
Długość rzeki wynosi 840 km, a powierzchnia dorzecza wynosi 108 000 km².
Źródła rzeki znajdują się w Wielkich Górach Wododziałowych, a uchodzi ona do zatoki Karpentaria.
Główne dopływy rzeki:
- Cloncurry,
- Saxby.

Większe miasta nad rzeką:
- Richmond,
- Hughenden.